# When You Believe
When You Believe ist eine Duett von Mariah Carey und Whitney Houston aus dem Jahr 1998.

## Hintergrund
Die Ballade wurde von Stephen Schwartz für den DreamWorks-Zeichentrickfilm Der Prinz von Ägypten komponiert. Darin besingen Zippora und Miriam, im Originalfilm interpretiert von den Synchronstimmen Michelle Pfeiffer und Sally Dworsky, die Freude, endlich aus Ägypten in das heilige Land ziehen zu dürfen. Zusammen mit dem Produzenten Babyface wurde dann noch eine poppigere Version für den Abspann und als Single-Auskoppelung produziert. Hierzu konnte man Mariah Carey und Whitney Houston als Sängerinnen gewinnen. Die Ballade kam weltweit in die Charts.
Die Single ist auf dem Soundtrack-Album des Filmes zu hören, ebenso auf Mariah Careys Album #1s und Whitney Houstons Album My Love Is Your Love.

## Preise
Der Titel wurde bei der Oscarverleihung 1999 als Bester Filmsong ausgezeichnet. Ein Jahr zuvor wurde er bei den Satellite Awards in der gleichen Kategorie nominiert.

## Kommerzieller Erfolg

### Chartplatzierungen
| ChartsChartplatzierungen       | Höchstplatzierung | Wochen |
| ------------------------------ | ----------------- | ------ |
| Deutschland (GfK)              | 8 (20 Wo.)        | 20     |
| Österreich (Ö3)                | 6 (19 Wo.)        | 19     |
| Schweiz (IFPI)                 | 2 (24 Wo.)        | 24     |
| Vereinigte Staaten (Billboard) | 15 (20 Wo.)       | 20     |
| Vereinigtes Königreich (OCC)   | 4 (16 Wo.)        | 16     |

| ChartsJahrescharts (1999)      | Platzierung |
| ------------------------------ | ----------- |
| Deutschland (GfK)              | 37          |
| Österreich (Ö3)                | 33          |
| Vereinigte Staaten (Billboard) | 99          |
| Schweiz (IFPI)                 | 6           |

### Auszeichnungen für Musikverkäufe
| Land/Region                  | Auszeichnungen für Musikverkäufe (Land/Region, Auszeichnung, Verkäufe) | Verkäufe  |
| ---------------------------- | ---------------------------------------------------------------------- | --------- |
| Australien (ARIA)            | Gold                                                                   | 35.000    |
| Belgien (BRMA)               | Platin                                                                 | 50.000    |
| Deutschland (BVMI)           | Gold                                                                   | 250.000   |
| Frankreich (SNEP)            | Gold                                                                   | 250.000   |
| Neuseeland (RMNZ)            | Gold                                                                   | 15.000    |
| Norwegen (IFPI)              | Platin                                                                 | 20.000    |
| Schweden (IFPI)              | Platin                                                                 | 30.000    |
| Schweiz (IFPI)               | Gold                                                                   | 25.000    |
| Vereinigte Staaten (RIAA)    | Gold (Physisch) · + Platin (Digital)                                   | 1.500.000 |
| Vereinigtes Königreich (BPI) | Platin                                                                 | 600.000   |
| Insgesamt                    | 6× Gold · 5× Platin ·                                                  | 2.775.000 |

Hauptartikel: Whitney Houston/Auszeichnungen für Musikverkäufe

## Coverversionen
Der britische The X Factor-Gewinner Leon Jackson veröffentlichte When You Believe 2007 als Debütsingle. Diese erreichte Platz 1 der Charts und war ein Weihnachts-Nummer-eins-Hit.